# Волузия Лаодика
Волузия Лаодика (на латински: Volusia Laodice; * ок. 165 г.) е римска благородничка, потомка на Марк Випсаний Агрипа и Юлия Младша и на император Октавиан Август.
Дъщеря е на римския узурпатор от 175 г. Гай Авидий Касий (* 130; † 175) и Волузия Ветия Мециана (* ок. 135; † сл. 175), дъщеря на Луций Волузий Мециан (римски юрист). Сестра е на Авидий Хелиодор, Авидий Мециан и Авидия Александрия. Потомка е на Касий Лепид, син на Юния Лепида, който става баща на Касия Лепида (* 80 г.), която става съпруга на Гай Юлий Александър Беренициан (принц на Киликия) и двамата имат дъщеря Юлия Касия Александрия (* 105 г.), която се омъжва за Гай Авидий Хелиодор (* 100 г.) и има син Авидий Касий (* 130 г., узурпатор през 175 г.).
Омъжва се за Квинт Тиней Сакердот (суфектконсул 192 г., консул 219 г.), син на Квинт Тиней Сакердот (консул 158 г. и понтифекс). Съпругът ѝ произлиза вероятно от Volaterrae (Волтера) в Етрурия и баща му е почитан като патрон в Side (днес Selimiye) в Памфилия. Двамата имат дъщеря Тинея, която се омъжва за Тит Клодий Пупиен Пулхер Максим, син на римския император Пупиен и Секстия Цетегила.